# Џин Батен
Џин Гарднер Батен (енгл. Jean Gardner Batten; Роторуа, 15. септембар 1909 — Палма де Мајорка, 22. новембар 1982) била је авијатичарка са Новог Зеланда. 1930-их година, она је постала један од најпознатијих пилота на Новом Зеланду, оборивши рекорд са највише самосталних летова широм света. Такође, она је прва која је извела самостални лет икада, 1936. године од Енглеске до Новог Зеланда.